# Phil Upchurch
Phil Upchurch, född 19 juli 1940 i Chicago, Illinois, är en amerikansk kompositör och musiker, gitarrist och basist, inom jazz, blues och R&B.
Upchurch inledde sin karriär som studiomusiker i slutet av 1950-talet och spelade med artister som The Dells, Howlin' Wolf, Gene Chandler och Muddy Waters. Med bandet Phil Upchurch Combo fick han 1961 en hit med låten "You Can't Sit Down". Senare har han varvat arbete som studiomusiker med utgivning av egna album.

## Diskografi
- 1961 – You Can't Sit Down
- 1961 – You Can't Sit Down, Part Two
- 1961 – Twist The Big Hit Dances
- 1968 – Feeling Blue
- 1968 – Upchurch
- 1969 – The Way I Feel
- 1972 – Darkness, Darkness
- 1973 – Lovin' Feelin'
- 1975 – Upchurch Tennyson
- 1978 – Phil Upchurch
- 1982 – Revelation
- 1983 – Name of the Game
- 1985 – Companions
- 1986 – L.A. Jazz Quintet
- 1991 – All I Want
- 1995 – Love Is Strange
- 1997 – Whatever Happened to the Blues?
- 1999 – Rhapsody & Blues
- 2001 – Tell the Truth!